# Asunto del collar

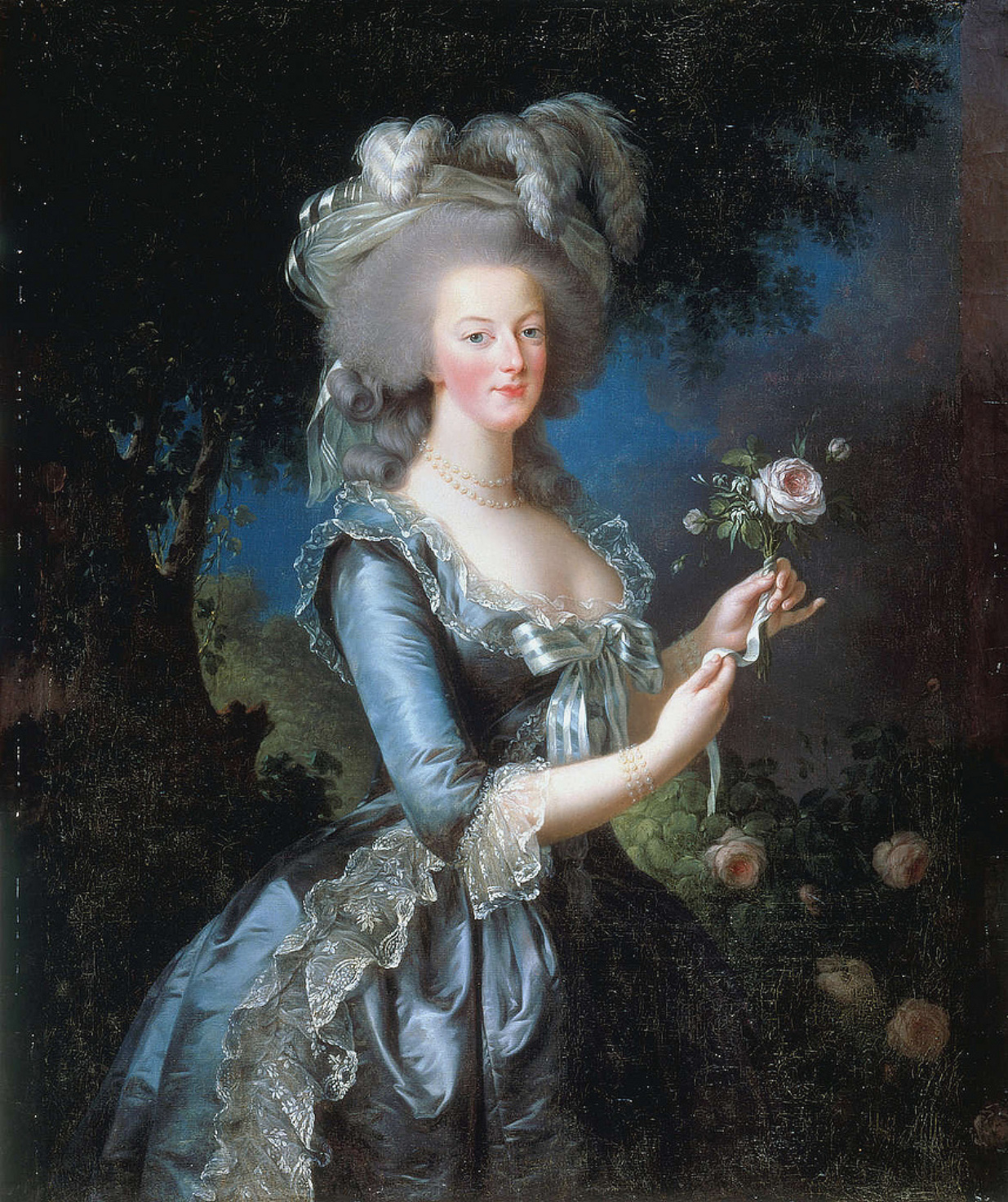
María Antonieta (1783), principal perjudicada por el Asunto del Collar.

El asunto del collar fue una estafa que tuvo por víctima, en 1785,  al cardenal de Rohan, obispo de Estrasburgo, y en el que se vio implicada la reina María Antonieta de Francia. La reputación de la reina, ya manchada por los chismes, se vio aún más mancillada por la falsa acusación de que había participado en una maniobra para estafar a los joyeros de la corona adquiriendo un costosísimo collar de diamantes que luego rehusó pagar. En realidad, la reina rechazó la idea de comprarlo, pero su firma fue falsificada por Jeanne de Valois-Saint-Rémy. Aunque Jeanne fue luego declarada culpable, el evento sigue siendo importante históricamente como uno de los muchos que llevaron a la desilusión de los franceses con la monarquía, convirtiéndose en uno de los escándalos de la época que dieron peso moral y apoyo popular a la Revolución francesa.
La relevancia pública del asunto, que redundó en un gran escándalo político y social, contribuyó a hundir la imagen pública de la reina María Antonieta, que se ganó definitivamente la enemistad de la vieja nobleza francesa y perdió el apoyo del pueblo de Francia. Las consecuencias de esto espolearon el descontento popular contra el gobierno de Luis XVI, muy influenciado por la camarilla de la reina.
El torpe manejo que la monarquía francesa hizo del asunto llevó a que comenzara a ser abiertamente desprestigiada por la propia nobleza, socavando de manera fundamental la imagen pública de la monarquía en unos momentos de crisis económica y social; igualmente, puso de manifiesto ante el pueblo la corrupción de la corte y la precariedad de las finanzas públicas, hasta el punto de que el Asunto del Collar suele considerarse como un claro antecedente a la Revolución francesa.[cita requerida]
Por su parte, el carácter profundamente novelesco del asunto, calificado como "una de las farsas más descaradas de la Historia" por Stefan Zweig, ha servido como tema de numerosas obras literarias, entre ellas, El Gran Copto, poema de Goethe, o la novela El collar de la reina de Alejandro Dumas, además de aparecer en obras como Arsenio Lupin, caballero ladrón de Maurice Leblanc y cuyo tema más tarde fue tomado por Hollywood para dar lugar a una película, y por el manga japonés La Rosa de Versalles y el anime nacido de este.

## Orígenes de la estafa

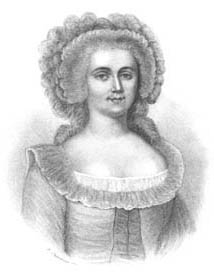
Jeanne Valois de La Motte, artífice de la estafa.

Los orígenes de la estafa se encuentran en su instigadora y cabecilla, Jeanne Valois de La Motte. Esta mujer, aunque descendiente de la Casa Real de los Valois, había nacido en la más profunda pobreza, hija de un noble empobrecido, Jacques de Saint-Rémy, quien, pese a ser un auténtico descendiente de la Casa de Valois, no tenía más medio de subsistencia que la caza furtiva. La madre de Jeanne, por su parte, era de origen plebeyo, y tras la muerte de su marido Jacques, tuvo que dedicarse a la prostitución al tiempo que obligaba a su hija, Jeanne, a ejercer la mendicidad. A los siete años, mientras pedía limosna por un camino cercano a París, Jeanne se cruzó con el coche de la marquesa de Boulainvilliers, a quien relató su historia. La extraordinaria circunstancia de que alguien de sangre real pudiera estar ejerciendo la mendicidad hizo que la marquesa se apiadara de Jeanne y la acogiera. Le encontró plaza en un pensionado para hijas de nobles pobres donde Jeanne fue educada para ser monja. Sin embargo, la profunda ambición de Jeanne de Valois pronto chocó con el ambiente religioso del pensionado, del que se escapó a los veintidós años.
Tras vagar un tiempo por Francia, Jeanne reapareció en Bar-sur-Aube, donde estaba acantonado un destacamento del ejército francés. Tras presentarse como Jeanne de Valois, entabló relaciones con un oficial llamado Nicolás de la Motte, con el que contraería matrimonio. Sin embargo, los medios de su marido eran escasos, por lo que decide usar su ascendencia como miembro de la Casa de Valois para trepar socialmente. Para ello recurre a la persona de más alto rango que conoce, su antigua patrona, la marquesa de Boulainvilliers, que la recibe en el castillo del cardenal de Rohan, a quien es presentada. 
El cardenal del Rohan, aunque de escasas dotes personales, era uno de los prelados católicos más ricos e importantes de Francia. Miembro de una de las principales familias de la nobleza francesa, los Rohan, ostentaba la diócesis de Estrasburgo, una de las más ricas de Francia, y era por ello mismo el landgrave de la Alsacia; además, era el grand aumônier de la corte (esto es, Gran Limosnero de Francia, máxima autoridad religiosa de la corte de Versalles), por lo que controlaba todos los donativos y obras de caridad del Rey de Francia, abad de la riquísima abadía de Saint-Vaast, y provisor (financiador) de la Sorbona. El carisma personal de Jeanne de Valois hace que pronto sea una asidua a la camarilla del cardenal, y Jeanne de Valois no duda en usar su nombre para congraciarse con el mismo, a quien pronto ve como a un pobre ingenuo del que obtiene un puesto de capitán de la guardia real para su marido, el título de condes de Valois de la Motte para ambos, y el pago de todas las deudas que el matrimonio había contraído hasta entonces.
Sin embargo, su ambición personal no se para ahí, y decide dar un paso más presentándose, como Condesa de Valois de la Motte, en la Corte de Versalles, donde pretende introducirse en los círculos íntimos de la reina María Antonieta. Sin embargo, pese a sus intentos, no tiene éxito: no logra ser presentada a la reina, aunque su nombre y su persona se hacen conocidos en la Corte, donde comienza a dejarse ver a menudo. Su fracaso, en vez de desanimarla la espolea para seguir trepando socialmente. Ante sus inmensos gastos personales, comienza a usar el hecho de ser recibida en la Corte para obtener grandes sumas de dinero de los prestamistas de París, a los que pronto sugiere que pertenece al círculo íntimo de la reina y de la íntima amiga de esta, madame de Polignac. Pese a ser totalmente falso, tal rumor comienza a circular por París, lo cual, junto con su regio apellido y su fastuoso tren de vida hace que se le abran las puertas de la más alta sociedad, que espera congraciarse con ella. Lo cerrado y exclusivo de los círculos de la reina ayuda a tal fin, pues nadie está en condiciones de refutar la pretendida amistad de la condesa con María Antonieta, y sus continuas visitas a la corte hacen creer a todos lo contrario.

## La estafa al cardenal de Rohan

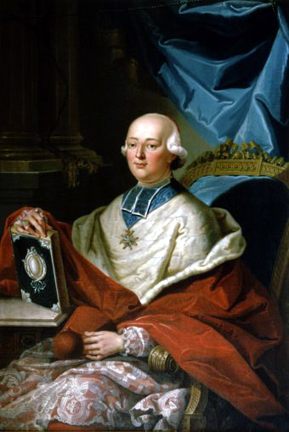
El cardenal de Rohan

Jeanne no descuida a su antiguo conocido, es decir el cardenal de Rohan, quien, si acaso por su torpeza personal, se encontraba en desgracia en los círculos de la reina, a los que ambicionaba pertenecer como modo de ser nombrado, a instancias de la reina, primer ministro de Francia. Su ingenuidad le lleva a creer que Jeanne de Valois realmente es íntima amiga de la reina, por lo que pronto sugiere a aquella la posibilidad de que lo ayude a congraciarse de nuevo con María Antonieta. En 1784, Jeanne de Valois comienza a insinuar que su supuesta intima amiga estaría dispuesta a juntarse con el cardenal. Comienza a transmitirle supuestos comentarios verbales de la reina, encaminados a que el cardenal deduzca que, ayudando económicamente a Jeanne de Valois, la reina estaría dispuesta a recibir de nuevo al cardenal. 
El matrimonio Valois de la Motte, ayudado por un tal Marc Rétaux de Villette, supuesto secretario del conde y, en realidad, amante de la condesa, comienza así a sangrar al cardenal, de quien obtienen grandes sumas de dinero (unas 60.000 libras inicialmente) con las que saldan deudas, contraen otras, y, en definitiva, viven por todo lo alto. En mayo de 1784, para satisfacer la insistencia del cardenal, que se va poniendo cada vez más nervioso ante la falta de progresos en el asunto de la reconciliación, Jeanne de Valois toma una decisión arriesgada al sugerir al cardenal que, en la próxima recepción real en Versalles, la reina le hará un cierto gesto, señal de los progresos en la reconciliación. Aunque el gesto de la reina no fuera más que una leve inclinación de fría cortesía hacia el principal prelado de la corte, el cardenal lo interpreta como la consabida señal, y en agradecimiento hacia Jeanne de Valois, paga algunas deudas de la misma.
Tras este paso, se hace evidente que el cardenal no se podrá contentar con meros mensajes verbales, y el matrimonio Valois y Rétaux de Villette dan un paso más en la estafa al cardenal. Este último, hábil calígrafo, redacta una carta en la que María Antonieta perdona al cardenal, al tiempo que se excusa de no poder recibirlo públicamente, sugiriendo la posibilidad de un encuentro secreto. Lleno de alegría, el cardenal se deja sangrar aún más por los Valois de la Motte; recibe unas cartas más de reconciliación y pronto comienza a pedir, de manera insistente, que Jeanne concierte un encuentro con la reina. La investigación posterior al escándalo señalará la increíble ingenuidad del cardenal, pues alguien de su rango y cercanía a la corte tendría que haber reconocido las cartas recibidas como falsas al ver que estaban firmadas con un María Antonieta de Francia, cuando los monarcas solo firmaban con su nombre personal, en este caso como María Antonieta.
En esa época, las citas galantes con mantos y capas en los bosques de Versalles hacían furor. La condesa de la Motte ha descubierto a una prostituta, Nicole Leguay, en el Palais Royal de París, muy parecida a la reina. Contacta con ella y logra convencerla para que se haga pasar por la reina con el fin de gastar una broma a un amigo. Tras aleccionar a la prostituta sobre lo que ha de decir a dicho amigo, y luego de vestirla con una réplica de un conocido vestido de María Antonieta, concierta un encuentro nocturno con el cardenal. Así, la noche del 11 de agosto de 1785, introduce a la "falsa reina" en los jardines de Versalles, y, poco antes del alba, esta se encuentra en el bosque de Venus con un aturdido cardenal, quien cree ver en ella a María Antonieta. La "falsa reina" cumple su papel, y le dice al cardenal de Rohan que "todo lo anterior está olvidado"; embelesado, el cardenal no halla respuesta, y aturdido, acepta que la falsa reina se marche rápidamente, con la excusa de que la van a echar de menos enseguida. 
Finalizado con éxito el encuentro, el cardenal se ve ya como primer ministro de Francia. Sin embargo, no ve manera de comenzar a ser recibido públicamente por la reina. Jeanne de Valois le sugiere que quizá deba congraciarse con la misma por medio de gestos de extraordinaria generosidad. Así, la condesa hace que supuestas obras de caridad de María Antonieta empiecen a ser sufragadas por el cardenal: la reina desea pagar una deuda de 50.000 libras contraída por una antigua familia de Francia, pero carece de fondos para ello; como toda Francia sabe que la reina siempre anda metida en deudas, el cardenal no duda en hacerse cargo del asunto, y abona a Jeanne de Valois las 50.000 libras para que se las entregue a la reina. Tras esto, los Valois de la Motte consideran hecha su fortuna; de vez en cuando escribirán una carta de la reina para el cardenal, el cual abonará la obra de caridad por intermediación de la condesa Valois de la Motte. El tren de vida de los de Valois de la Motte se hace extraordinario gracias a ello; sin embargo, depende de mantener su influencia sobre el cardenal, el cual, afortunadamente, se había visto forzado a volver a la Alsacia para atender asuntos de su diócesis.

## El asunto del collar

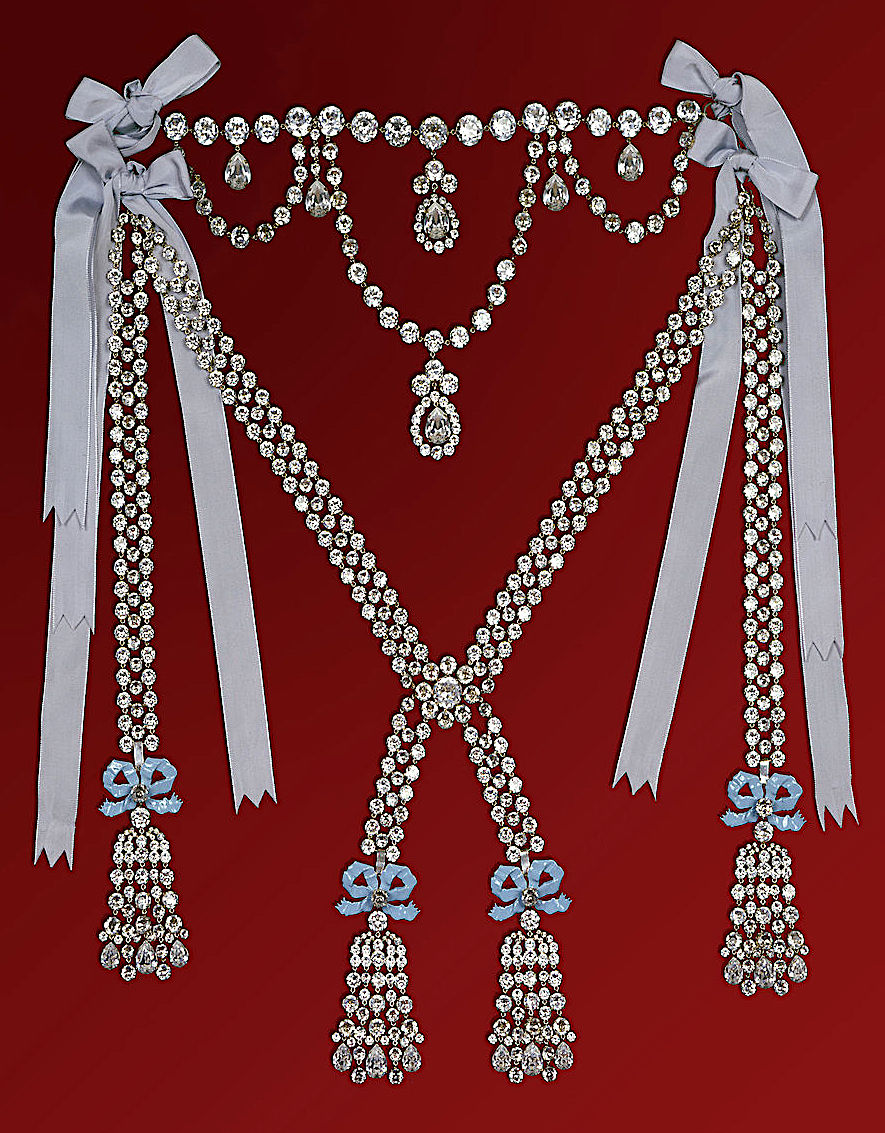
Diseño del Collar de Diamantes.

Por aquel entonces, los joyeros de la corte Charles Boehmer y Marc Bassenge, se ven en un gran aprieto económico. Luis XV había encargado para su amante Madame du Barry un soberbio collar de diamantes a estos dos joyeros. Sin embargo, la muerte de Luis XV frustró la operación, y los joyeros tuvieron que quedarse con el costosísimo collar. Desesperados, lo habían ofrecido a la corte de España, y, ante la negativa de Carlos III a pagar los dos millones de libras que pedían por él, de nuevo a Versalles, en donde el collar había despertado la admiración de María Antonieta ya en 1782, quien, por lo demás, tampoco se hallaba en condiciones de desembolsar el millón setecientas mil libras que habían pedido los joyeros. Incapaces de vender el collar pese a rebajar fabulosamente el precio, los joyeros estaban a punto de deshacer el collar cuando su existencia llegó a oídos de la condesa Jeanne de Valois de la Motte.
Usando su nombre y supuesta amistad con la reina, la condesa consigue que el 29 de diciembre de 1784 los dos joyeros le muestren el collar. Ensimismada ante tal magnificencia, la condesa decide hacerse con el collar por medio del cardenal. Le hace saber que la reina, antes de la pública reconciliación, necesita un último favor del cardenal: desea comprar un lujoso collar, pero carece de efectivo para ello; propone al cardenal de Rohan que lo compre en su nombre, y que posteriormente ella le abonará el coste del collar conforme lleguen los plazos; esto es, plantea al cardenal de Rohan que actúe como su avalista y testaferro en la compra del collar.
El cardenal, aunque contento por la muestra de confianza que cree que le hace la reina, se muestra receloso: pese a ser fabulosamente rico, el precio del collar, rebajado hasta un millón seiscientas mil libras, no deja de parecerle desorbitado. No obstante, acaba por acceder: con la complicidad oportuna de Cagliostro, el místico masón amigo del cardenal, la condesa logra convencer al prelado de que un oráculo confirma la conveniencia del asunto. El 29 de enero de 1785, el cardenal, totalmente convencido, compra el collar por un millón seiscientas mil libras pagaderas a dos años en cuatro plazos semestrales, y se lo entrega a la de la Motte el 1 de febrero de 1785 quien, a su vez, se lo da en presencia del cardenal, y en medio de un gran secreto, a un supuesto lacayo de la reina, en realidad su cómplice Rétaux de Villette. Por haber favorecido esta negociación el joyero le regalará a la estafadora varias joyas.

## Descubrimiento de la estafa

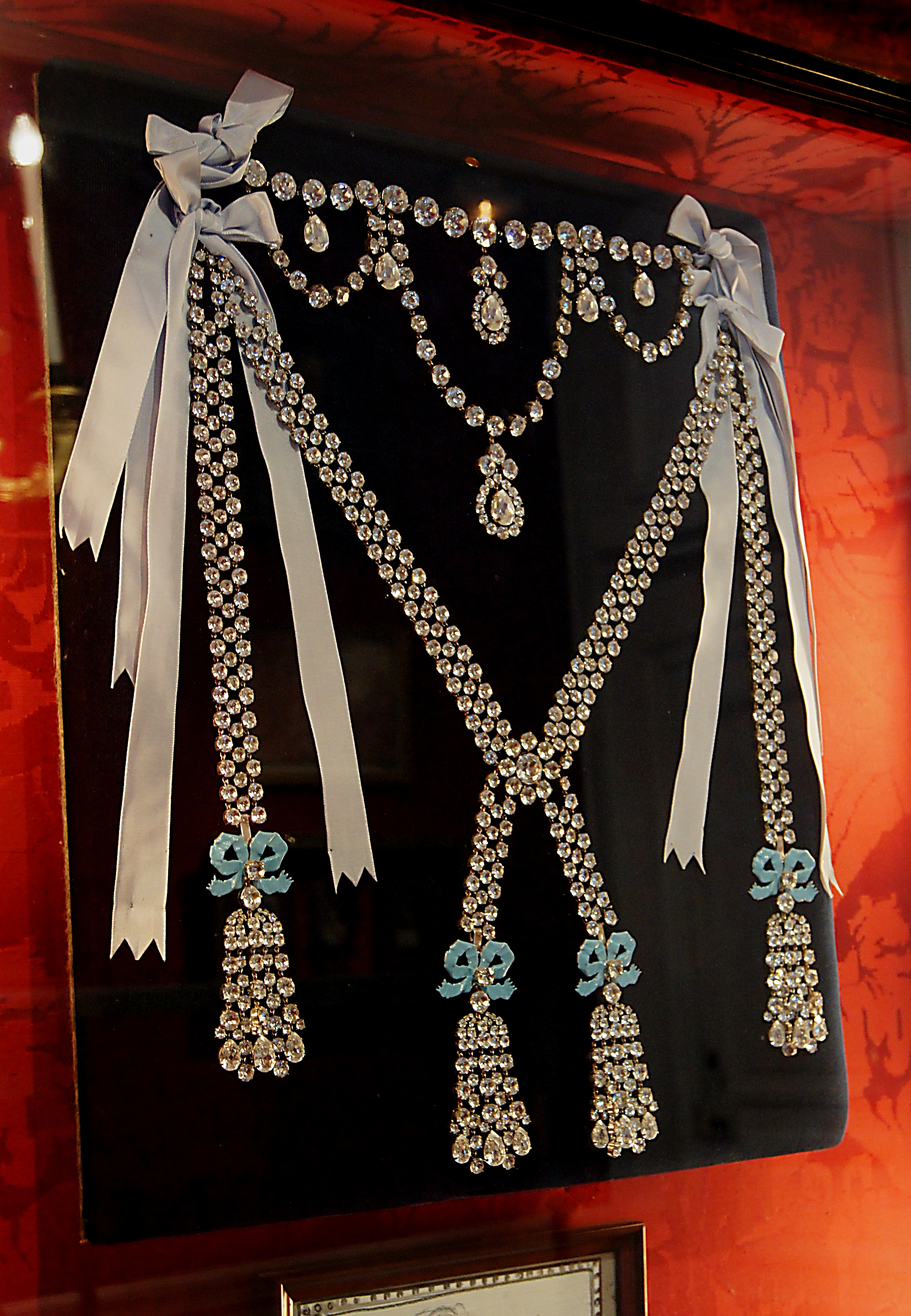
El Collar, reconstitución, Château de Breteuil, Francia

Con el collar en sus manos, los Valois de la Motte se hallan en posesión de una fabulosa fortuna, mayor de la que hubieran soñado. Deshacen el collar, y Rétaux de Villette comienza a vender los diamantes del collar. Su codicia los perjudica, pues pretenden vender diamantes por más del efectivo que ningún joyero de París pueda disponer. Se ven con ello forzados a venderlos a bajo precio, lo cual despierta recelos y las quejas entre los joyeros de París, que ven caer el precio de los diamantes a consecuencia de las ventas hechas por los de la Motte. Deciden quejarse ante la policía, transmitiendo sus sospechas de que los diamantes que Rétaux está vendiendo son robados. La policía de París detiene a Rétaux y lo interroga sobre la procedencia de los diamantes; al enterarse de que son de la supuestamente poderosa condesa de Valois de la Motte, lo dejan en libertad. Esta, no obstante, se da cuenta de lo arriesgado de la operación, y envía a su esposo con el resto del collar a Londres, donde los joyeros y banqueros londinenses no hacen preguntas sobre unos diamantes vendidos a bajo precio.
Con los ingresos de la venta de los diamantes, los Valois se retiran a Bar-sur-Aube, donde habían adquirido previamente una residencia, y comienzan a vivir por todo lo alto, sin que su fastuoso estilo de vida levante sospechas sobre el misterioso origen de su fortuna ni tan siquiera en el propio cardenal de Rohan, que no entiende por qué la reina no luce nunca el collar que le ha comprado. La condesa justifica esto con que la reina no desea que su esposo Luis XVI sepa que lo tiene hasta que esté completamente pagado, por si acaso el rey, so pretexto de la crítica situación económica del Estado, deseara devolver el carísimo collar. El cardenal se da por satisfecho, mientras que, en medio de una vida de exorbitante lujo, la condesa se convence a sí misma de que, en caso de que el cardenal de Rohan se dé cuenta de la estafa, preferirá mantenerse en silencio para evitar la pública humillación de reconocer que los Valois de la Motte le han estafado, en total, cerca de dos millones de libras. 
Sin embargo, la condesa no conoce los detalles del contrato de compra que había firmado el cardenal de Rohan con los joyeros, en el que quedaba claro que la destinataria y última pagadora del collar iba a ser la reina. Conforme se acerca el 1 de agosto de 1785, día de vencimiento del primer pago de 400.000 libras que había de hacer la reina al cardenal, y éste a su vez a los joyeros, la condesa comienza a darse cuenta de que toda su estafa es tremendamente endeble, y aunque cuenta con que el cardenal, una vez descubra que la reina no le va a pagar el collar, y con ello la estafa, no aireará el asunto, decide por si acaso ganar tiempo pidiendo a los joyeros, en nombre de la reina, una rebaja del precio del collar de 200.000 libras, con la que espera desviar la atención. 
Los joyeros, que apenas pueden sostener su penosa situación, deciden al fin acceder a la rebaja. Pero, en vez de comunicárselo a la condesa, Charles Boehmer aprovecha que el 12 de julio ha de reunirse con la reina para entregarle unas joyas para, igualmente, entregarle una carta en la que le comunican, en un lenguaje un tanto opaco y muy elogioso, que "aceptan humildemente su petición [de rebaja]". María Antonieta lee la carta, y no entiende nada; destruye, como es habitual en ella, la carta, creyendo que se trata de un oscuro agradecimiento escrito por parte de Boehmer. Boehmer, por su parte, cree cerrado al fin el negocio. 
Conforme se acerca el día del primer pago, no obstante, la condesa se va dando cuenta de que el joyero va a exigir el pago. Desesperada, decide destaparles a los joyeros el fraude: les envía una carta en la que reconoce que la garantía de pago que el cardenal posee en nombre de la reina es falsa, pero que el cardenal, siendo rico, puede pagarles él mismo el collar. Sin embargo, los joyeros desconfían del cardenal, que siempre anda endeudado, y desesperados como están, se presentan ante la reina, creyendo que es ella la que posee el collar. Boehmer se presenta en Versalles el 13 de agosto, María Antonieta lo recibe, y en menos de un minuto descubre el joyero que la reina ni tiene el collar, ni ha sabido nunca nada del asunto. Al interrogar a Boehmer, descubre que el collar fue comprado por el cardenal de Rohan en su nombre; María Antonieta, que, por influencia de su madre María Teresa, desprecia profundamente a de Rohan, se siente ultrajada por esa estratagema, en la que cree ver una venganza del propio cardenal, a quien considera su enemigo. No se muestra dispuesta a pasar por alto cómo de Rohan ha usado, supuestamente, su nombre en su propio provecho, mezclándola en una estafa.
Así, la reina María Antonieta informa de manera casi inmediata a su marido Luis XVI, y el 14 de agosto le exige que actúe inmediatamente contra el cardenal de Rohan, a quien acusa de haber usurpado su buen nombre. Al día siguiente, el 15 de agosto, cuando el cardenal –que es capellán del rey- se prepara para celebrar con gran ceremonia la fiesta de la Asunción, el rey lo llama a su despacho privado y, en presencia de María Antonieta, se ve obligado a dar explicaciones acerca del expediente presentado contra él. De Rohan se muestra confundido, pues todavía creía contar con el favor de la reina; poco a poco se va dando cuenta de la estafa de la que ha sido objeto, y confiesa al rey la novelesca implicación de la condesa de Valois de la Motte, de quien ni el rey ni la reina han oído nunca hablar. La ira de María Antonieta, que cree que el cardenal la insulta aún más con esa historia, crece hasta el punto de que urge a su marido a que detenga inmediatamente al cardenal; Luis XVI cede, y, ante toda la corte reunida para la Asunción, el cardenal de Rohan es arrestado públicamente y encarcelado en la Bastilla.

## Proceso y escándalo

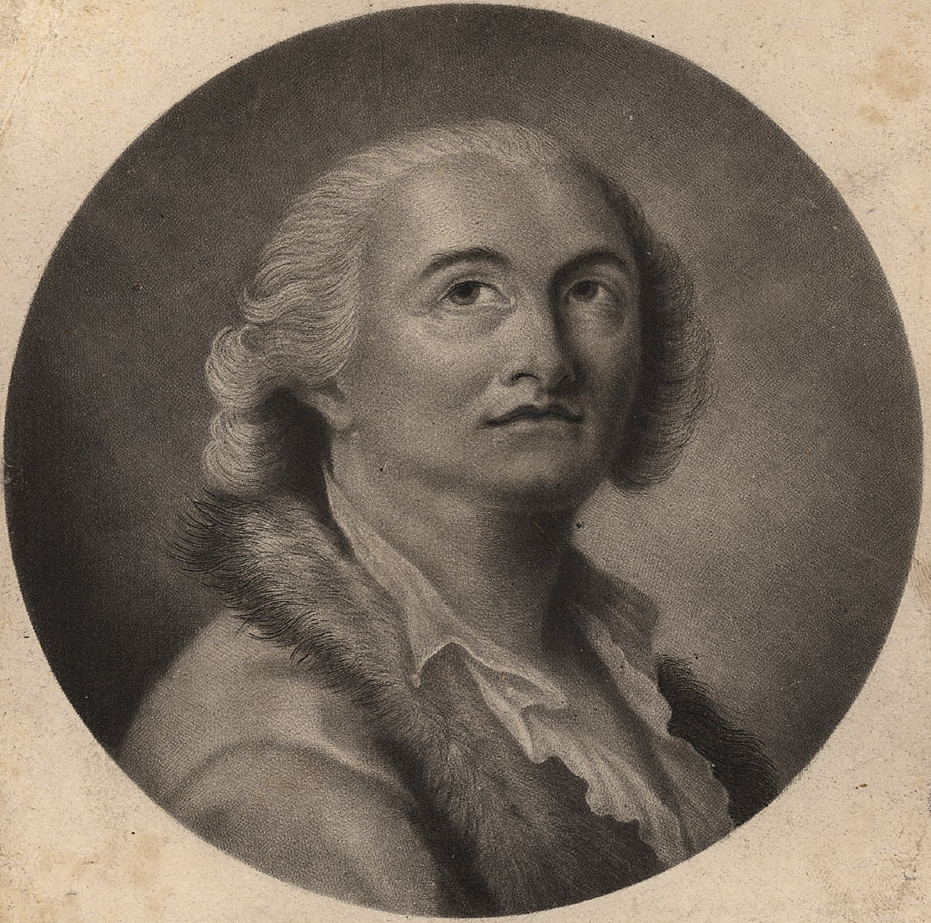
Retrato del Conde Alessandro di Cagliostro, que se vio mezclado en el Asunto del Collar, y tuvo que abandonar Francia a consecuencia del mismo.

Al detener al cardenal de Rohan de manera pública estalla un gran escándalo. La nobleza francesa, desde siempre enemistada con la reina, se siente atacada e insultada por tal maniobra. El cardenal de Rohan es miembro de una de las primeras familias de Francia, y el trato que ha recibido, siendo detenido de manera pública como un vulgar ladrón, indigna profundamente a la nobleza, que, considerando a Luis XVI como una persona débil y bonachona, no duda en acusar a María Antonieta de haber orquestado todo el asunto para humillar públicamente no sólo a de Rohan, sino a la nobleza francesa en su conjunto; inmediatamente, toda la vieja nobleza se posiciona a favor de Rohan, y comienza a instigar una campaña de desprestigio contra la reina. Al tiempo, conforme se van conociendo los detalles de la estafa, una ola de indignación sacude al pueblo de Francia, al conocer que mientras ellos malviven con unos pocos sueldos (centésima parte de la libra), hay nobles que gastan millones en estrafalarios collares de diamantes. 
Poco después de la detención de Rohan, la propia condesa de Valois de la Motte, claramente implicada en el asunto, es detenida; su marido, por su parte, ha huido a Londres con los últimos diamantes, y Rétaux de Villette está ya en Suiza. Igualmente, son detenidos Nicole Leguay, la prostituta que se hizo pasar por la reina, y el místico Cagliostro, sospechoso de encontrarse en términos con la condesa. 
La instrucción del caso, pretendidamente discreta, se hace en realidad de manera pública, y levanta un gran interés tanto dentro como fuera de Francia. Por último, los soberanos le permiten escoger al cardenal entre la Justicia del Rey o la del Parlamento de París (una suerte de Tribunal Supremo de Francia, que había sido reinstaurado por Luis XVI tras su abolición en el reinado de Luis XV). El cardenal elige, hábilmente, esta última, forzando un proceso público dirigido por miembros de la propia nobleza, que componían el tribunal.
El 22 de mayo se abre el proceso en el Parlamento de París. Desde un primer momento, queda claro que el proceso va más allá del asunto material del collar, al enfrentarse, por un lado, la reina María Antonieta, que tan torpemente ha forzado el asunto, y por otro la nobleza francesa que tanto la odia. Cualquier sentencia condenatoria hacia el cardenal queda excluida, al estar claro que ha sido víctima de una estafa. Sin embargo, el Parlamento debe elegir entre una absolución con reprobación hacia la conducta del cardenal, que ha usado el nombre de la reina sin su consentimiento, lo cual afianzaría la posición de María Antonieta, o una absolución completa, lo cual hundiría a María Antonieta. Las presiones sobre el tribunal son inmensas, y tras una larga deliberación el Parlamento absuelve, por veintiséis votos frente a veintitrés, de manera completa al cardenal de Rohan, a Nicole Leguay (la prostituta) y a Cagliostro, humillando públicamente a la reina y a la monarquía francesa, cuyo prestigio interno se derrumba. Igualmente, condena in absentia a Rétaux de Villette al destierro, al conde de la Motte a galeras a perpetuidad, y la condesa es condenada a prisión perpetua en el Hospital de la Pitié-Salpêtrière.
Furiosa, María Antonieta le pide al rey que el cardenal de Rohan presente la dimisión como capellán del rey y sea exiliado a la Maison de Dieu, una de las abadías usufructuarias del cardenal. El Rey acepta, y tras la sentencia destierra al cardenal, acto que el pueblo y la nobleza ve como un atropello a la decisión del Parlamento, lo cual socava aún más si cabe la imagen de la monarquía francesa. El destierro, no obstante, sólo durará tres años, ya que el 17 de marzo de 1788 el rey lo autorizará a regresar a su diócesis.
Por su parte, pocas semanas después de su condena, la condesa de Valois de la Motte huye a Inglaterra: alguien (se desconoce quién) le abre la puerta de su celda y la ayuda a salir de prisión. Conforme la indignación general por los detalles del proceso, que ponen de manifiesto el despilfarro de la corte, crece en Francia, la condesa, refugiada en Londres, se dedica a airear aún más el asunto. Publica unas memorias en las que muestra a María Antonieta como a una sádica lesbiana dada a todo tipo de infidelidades, orgías y derroches, y contribuye con ello a hundir la imagen pública de la reina. Tras estallar la Revolución francesa en 1789, la Convención, que ve en ella a una suerte de heroína trágica víctima de la maldad de María Antonieta, la invita a regresar a Francia en 1791 con todos los honores. Sin embargo, poco antes de regresar, la condesa se arroja, en 1791, por la ventana de su casa de Londres, posiblemente tratando de huir de unos acreedores aunque hay tesis que afirman que fue asesinada por agentes de la monarquía en el exilio.